# Trio for Strings
Trio for Strings est une œuvre musicale de La Monte Young composée en 1958 pour violon, violon alto, et violoncelle. Elle est considérée comme l'une des pièces fondatrice de la musique minimaliste.
Trio for Strings  est une œuvre sérielle, mais pousse les idées d'Anton Webern à l'extrême, en étirant les sons sur de très longues durées (la première note du violon alto dure environ quatre minutes) et une large utilisation du silence (jusqu'à 40 secondes). Les nuances vont de pppppp à fff, mais sont en général faibles, et la partition interdit explicitement tout vibrato.
Trio for Strings  a été composée alors que Young était encore étudiant à l'université de Californie, Berkeley, et est la première pièce composée pour son diplôme. La première eut lieu dans la résidence de Seymour Shifrin, son professeur de composition. Le public était composé seulement de la classe de composition. La pièce fut très mal accueillie par le professeur comme par les étudiants. Selon le compositeur, seuls Terry Jennings, Dennis Johnson et Terry Riley comprirent vraiment le sens de Trio for Strings à l'époque.
La première exécution publique a lieu le 12 octobre 1962 au Judson Hall à New-York, par LaMar Alsop, Jack Glick, et Charlotte Moorman. La Monte Young écrira plusieurs transcriptions du trio, notamment en 1984 pour sextuor et pour octuor, et une version pour gamme naturelle en 2001.